# Kanton Le Prêcheur
Kanton Le Prêcheur (francouzsky Canton du Prêcheur) byl francouzský kanton v departementu Martinik v regionu Martinik. Nacházela se v něm pouze obec Le Prêcheur. Zrušen byl v roce 2015.